# Loch of Housetter
Der Loch of Housetter ist ein kleiner, nicht sehr tiefer See, der im Osten von Northmavine, dem nordwestlichen Ausläufer der Insel Mainland auf den Shetlands liegt. Unmittelbar südlich von ihm befindet sich die Ortschaft Housetter und, etwa fünf Kilometer dahinter, Ollaberry, das im Yell Sound am Meer liegt.